# Restauração florestal

Na década de 1980, organizações conservacionistas alertaram que, uma vez destruídas, as florestas tropicais jamais poderiam ser restauradas. Trinta anos de pesquisa em restauração agora desafiam essa ideia: a) Este local no Parque Nacional Doi Suthep-Pui, no norte da Tailândia, foi desmatado, cultivado à exaustão e queimado. O toco de árvore preto era uma das árvores originais da floresta. A população local se uniu a cientistas para reparar sua bacia hidrográfica

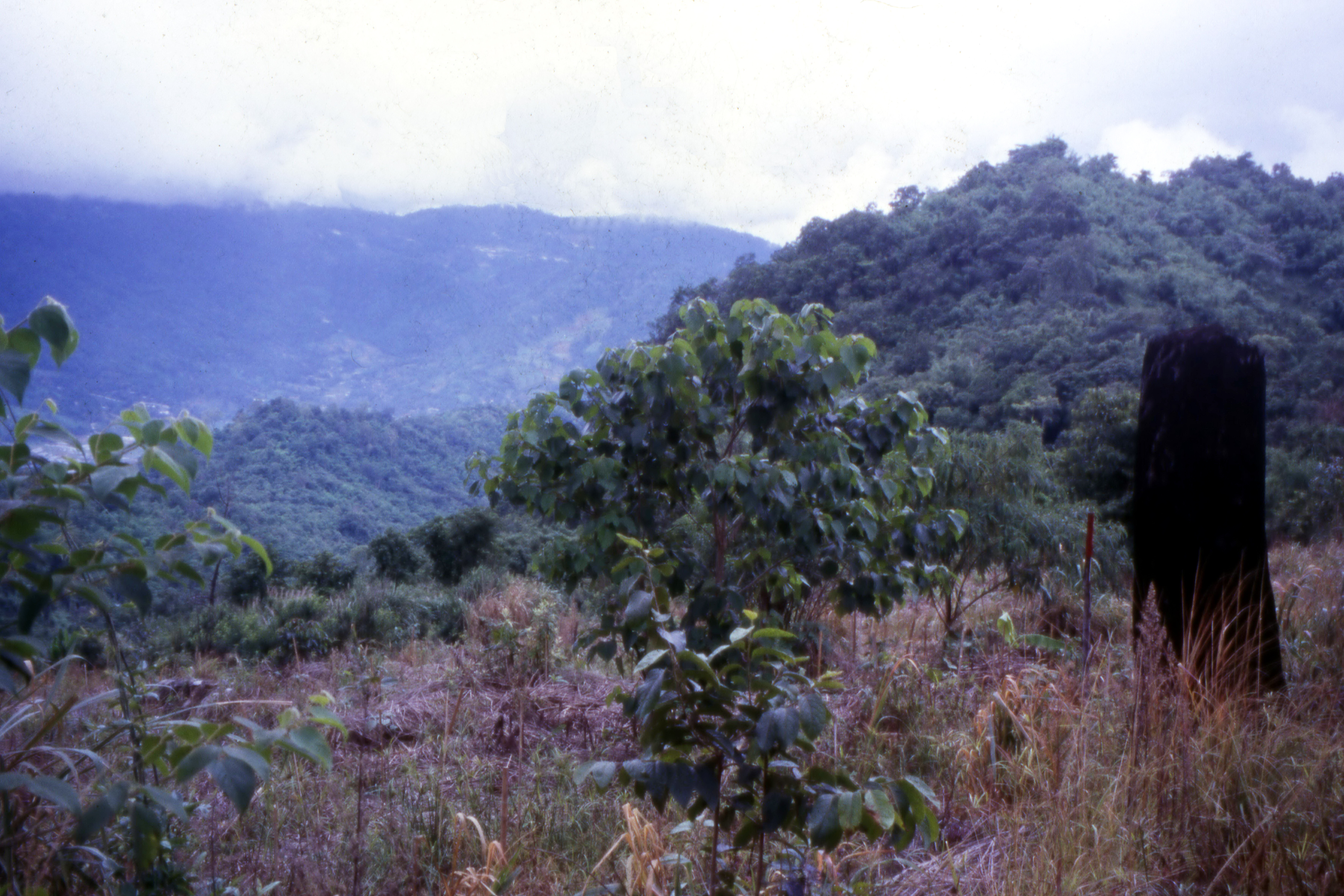
b) A prevenção de incêndios, o cultivo da regeneração natural e o plantio de espécies arbóreas resultaram em árvores crescendo acima da cobertura de ervas daninhas dentro de um ano

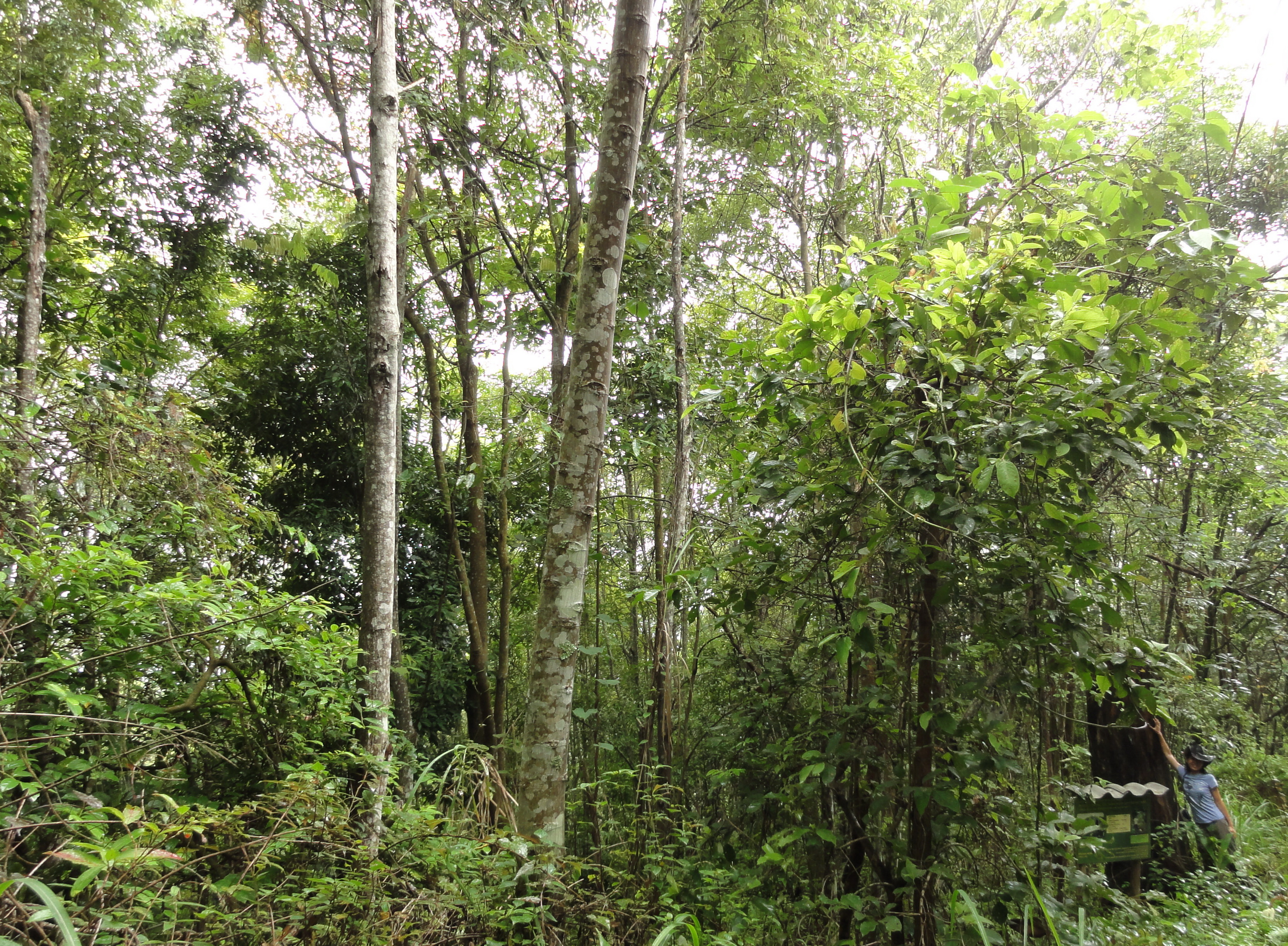
c) Após 12 anos, a floresta restaurada cobriu o toco de árvore preta

A restauração florestal é definida como o conjunto de “ações para restabelecer processos ecológicos, que aceleram a recuperação da estrutura florestal, funcionamento ecológico e níveis de biodiversidade para aqueles típicos de floresta clímax”, ou seja, o estágio final da sucessão natural da floresta. As florestas clímax são ecossistemas relativamente estáveis que desenvolveram a máxima biomassa, complexidade estrutural e diversidade de espécies que são possíveis dentro dos limites impostos pelo clima e pelo solo e sem perturbações contínuas do homem. A floresta clímax é, portanto, o ecossistema alvo, que define o objetivo final da restauração florestal. Como o clima é um fator importante que determina a composição da floresta clímax, a mudança climática global pode resultar em mudanças nos objetivos de restauração.
A restauração florestal é uma forma especializada de reflorestamento, mas difere das plantações convencionais de árvores, pois seus objetivos principais são a recuperação da biodiversidade e a proteção ambiental.

A Restauração Florestal e Paisagística (RFP) é definida como um processo que visa recuperar a funcionalidade ecológica e melhorar o bem-estar humano em paisagens desmatadas ou degradadas. A RFP foi desenvolvida como resposta à crescente degradação e perda de florestas e de terras, o que resultou na diminuição da biodiversidade e dos serviços ecossistêmicos. A RFP eficaz contribui para a realização dos Objetivos de Desenvolvimento Sustentável. A Década das Nações Unidas para a Restauração de Ecossistemas (2021–2030) oferece a oportunidade de restaurar centenas de milhões de hectares de florestas degradadas e outros ecossistemas.

## Alcance
A restauração florestal pode incluir simplesmente a proteção da vegetação remanescente (prevenção de incêndios, remoção de gado etc.) ou intervenções mais ativas para acelerar a regeneração natural, assim como plantar árvores e/ou semear (semeadura direta) de espécies características do ecossistema alvo. Espécies de árvores plantadas (ou incentivadas a se estabelecer) são aquelas que são típicas ou fornecem uma função ecológica crítica no ecossistema alvo. No entanto, nos locais onde as pessoas vivem dentro ou perto de locais de restauração, os projetos de restauração geralmente incluem espécies econômicas entre as árvores plantadas, para produzir produtos de subsistência ou gerar receita.
A restauração florestal é um processo inclusivo, que depende da colaboração entre uma ampla gama de partes interessadas, incluindo comunidades locais, funcionários do governo, organizações não governamentais, cientistas e agências de financiamento. Seu sucesso ecológico é medido em termos de aumento da diversidade biológica, biomassa, produtividade primária, matéria orgânica do solo e capacidade de retenção de água, bem como o retorno de espécies raras e fundamentais, características do ecossistema alvo. Os indicadores econômicos de sucesso incluem o valor dos produtos florestais e serviços ecológicos gerados (por exemplo, proteção de bacias hidrográficas, estoque de carbono etc.), que, em última análise, contribuem para a redução da pobreza. Os pagamentos por serviços ambientais (PSA) e produtos florestais podem fornecer fortes incentivos para a população local implementar projetos de restauração. A restauração ativa demonstrou acelerar a recuperação de carbono de florestas tropicais modificadas pelo homem em até 50%.
De acordo com o relatório da Organização das Nações Unidas para a Alimentação e a Agricultura (FAO),The State of the World’s Forests 2020 (A Situação das Florestas no Mundo, na tradução livre em português), a restauração florestal em larga escala é necessária para cumprir os Objetivos de Desenvolvimento Sustentável e prevenir, deter e reverter a perda de biodiversidade. Embora 61 países tenham, juntos, se comprometido a restaurar 170 milhões de hectares de terras florestais degradadas sob o Desafio de Bonn, o progresso até o momento é lento. A restauração florestal, quando implementada adequadamente, ajuda a restaurar habitats e ecossistemas, cria empregos e renda e é uma solução eficaz baseada na natureza para as mudanças climáticas. A Década das Nações Unidas para a Restauração de Ecossistemas 2021–2030, anunciada em março de 2019, visa acelerar as ações de restauração de ecossistemas em todo o mundo.

## Oportunidades para a restauração florestal

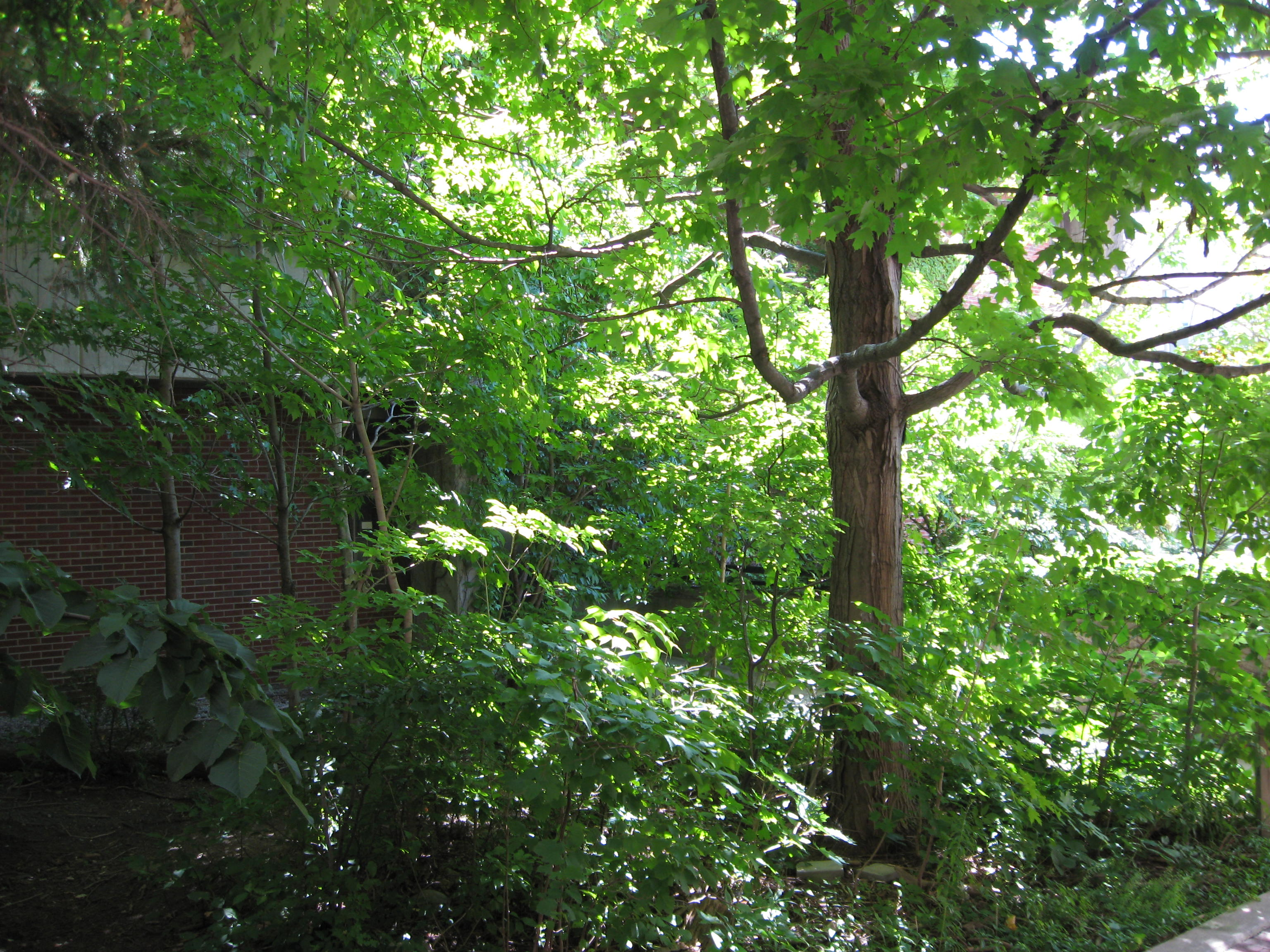
Lote de restauração florestal de demonstração, SUNY-ESF, Syracuse, NY

A restauração florestal é adequada onde a recuperação da biodiversidade é um dos principais objetivos do reflorestamento, como para a conservação da vida selvagem, proteção ambiental, ecoturismo ou para fornecer uma ampla variedade de produtos florestais às comunidades locais. As florestas podem ser restauradas em uma ampla gama de circunstâncias, mas os locais degradados dentro das áreas protegidas são de alta prioridade, especialmente onde alguma floresta clímax permanece como fonte de sementes na paisagem. Mesmo em áreas protegidas, muitas vezes há grandes áreas desmatadas: derrubadas em áreas ou áreas anteriormente desmatadas para agricultura. Para que as áreas protegidas funcionem como os últimos refúgios de vida selvagem da Terra, será necessária a restauração de tais áreas.

Muitos projetos de restauração estão agora sendo implementados sob a égide da "restauração da paisagem florestal”, ou Restauração Florestal Paisagística (RFP), definida como um “processo planejado para recuperar a integridade ecológica e melhorar o bem-estar humano em paisagens desmatadas ou degradadas”. A RFP reconhece que a restauração florestal tem funções sociais e econômicas. O objetivo é alcançar o melhor equilíbrio possível entre atender tanto as metas de conservação quanto as necessidades das comunidades rurais. À medida que a pressão humana sobre as paisagens aumenta, a restauração florestal será mais comumente praticada dentro de um mosaico de outras formas de manejo florestal, para atender às necessidades econômicas da população local.
Uma área focal recente de esforços de restauração florestal está dentro do contexto urbano, onde tanto as pessoas quanto a biodiversidade serão beneficiadas, mas esse contexto apresenta desafios.

## Regeneração natural
O plantio de árvores nem sempre é essencial para restaurar os ecossistemas florestais. Muito pode ser alcançado estudando como as florestas se regeneram naturalmente, identificando os fatores que limitam a regeneração e criando métodos para superá-los. Isso pode incluir capinagem e adição de fertilizante em torno de mudas de árvores naturais, prevenção de incêndios, remoção de gado e assim por diante. Essa é a regeneração natural "acelerada" ou "assistida". É simples e econômico, mas só pode operar em árvores que já estão presentes, principalmente espécies pioneiras amantes da luz. Essas espécies arbóreas geralmente não são aquelas que compõem as florestas clímax, mas podem promover a recolonização do local por espécies florestais clímax tolerantes à sombra, por meio da dispersão natural de sementes da floresta remanescente. Por ser um processo lento, a recuperação da biodiversidade geralmente pode ser acelerada com o plantio de algumas espécies florestais clímax, especialmente espécies de sementes grandes e mal dispersas. Não é viável plantar todas as espécies de árvores que podem ter crescido anteriormente na floresta primária original e geralmente é desnecessário fazê-lo, se o método das espécies-quadro puder ser usado.
Em alguns casos excepcionais, particularmente em algumas florestas boreais do Alasca, a recuperação de longo prazo dos incêndios florestais pode compensar o carbono emitido durante os incêndios devido a uma mudança nas espécies de árvores caso as árvores persistam, tornem-se parte de biomas resilientes e sejam tão numerosas quanto como as antigas florestas'.

## Regeneração pós-fogo
Em grandes partes do mundo, os incêndios florestais causam enorme dano às florestas. A causa pode ser o desmatamento provocado para substituir florestas por áreas de cultivo, ou em áreas secas, por causa de incêndios florestais que ocorrem de forma natural ou intencional. Toda uma área da restauração da paisagem florestal está ligada a esse problema específico, pois em muitos casos, a perda líquida de valor do ecossistema é muito alta e pode abrir a queda para uma degradação acelerada das condições do solo por meio da erosão e desertificação. Isso, de fato, tem consequências terríveis tanto na qualidade dos habitats quanto na fauna relacionada. No entanto, em alguns casos específicos, os incêndios florestais realmente permitem aumentar o índice de biodiversidade da área queimada, caso em que as estratégias de restauração florestal tendem a buscar um uso diferente da terra.

## Projetos de restauração florestal
Um estudo constata que quase 300 milhões de pessoas vivem em terras de oportunidade de restauração de florestas tropicais no Sul Global, constituindo uma grande parte das populações de países de baixa renda, e defende a inclusão prioritária de "comunidades locais" em projetos de restauração florestal. O Project Drawdown lista a restauração de florestas tropicais como uma das soluções mais importantes para a mitigação das mudanças climáticas devido ao seu extraordinário potencial de captura de carbono e recomenda que “as comunidades locais precisam ter participação no que está crescendo, para que a restauração seja sustentável”.

### Projeto de Manejo da Resiliência Florestal de Ashland
O Ashland Forest Resiliency Stewardship Project (AFR) é um projeto científico de uma década de existência, lançado em 2010, com a intenção de reduzir o risco de incêndios florestais graves, mas também proteger a qualidade da água, florestas antigas, vida selvagem, pessoas, propriedades, e a qualidade de vida geral na bacia de Ashland. As principais partes interessadas neste esforço de restauração cooperativa são o Serviço Florestal dos EUA, a Cidade de Ashland, o Projeto de Restauração Lomakatsi e a The Nature Conservancy. O projeto foi lançado com financiamento inicial do estímulo da Recuperação Econômica e recebeu financiamento do programa de Combustíveis Perigosos do Serviço Florestal e do programa Joint Chiefs Landscape Restoration Partnerships para apoiar o projeto até 2016.

### Acelerando a regeneração florestal com resíduos agrícolas
Em 1998, foram lançadas iniciativas costarriquenhas para regenerar áreas desmatadas, anteriormente usadas como pasto. Essa terra foi compactada e o solo esgotado, dificultando a regeneração natural. Em parceria com a destinação de resíduos agrícolas, foram aplicados aproximadamente 12 toneladas de casca e polpa de laranja em um segmento de 3 hectares das antigas pastagens. Essa adição de biomassa ao solo permitiu um aumento de 176% no crescimento de plantas lenhosas, aumento da riqueza de espécies, triplicou a uniformidade das árvores (medida pelo Índice de Shannon) e níveis de nutrientes do solo significativamente elevados, medidos em 2 e 16 anos após a aplicação (Truer et al . 2018).

### Restauração da Mata Atlântica
A Mata Atlântica, bioma florestal da América do Sul que se estende ao longo do litoral brasileiro, tem hoje 25,8% de sua cobertura original. O Brasil assumiu o compromisso com a restauração da floresta em pelo menos três instrumentos internacionais: o Acordo de Paris, incluindo o tema entre as metas de Contribuição Nacionalmente Determinada (NDC); no Desafio de Bonn; e na Iniciativa 20x20.
Cerca de 90% dos processos de restauração florestal no país estão situados no território da Mata Atlântica, somando o total de 76 mil hectares em 651 municípios.
Para monitorar o processo de restauração do bioma e articular os principais atores em torno do tema, foi criado em 2009 o Pacto pela Restauração da Mata Atlântica. O movimento se propõe a viabilizar a recuperação de 15 milhões de hectares até 2050, com o acompanhamento anual das metas.

## Restauração da paisagem florestal
A restauração da paisagem florestal (RPF) é definida como “um processo planejado para recuperar a integridade ecológica e melhorar o bem-estar humano em paisagens desmatadas ou degradadas”. Ele compreende ferramentas e procedimentos para integrar as ações de restauração florestal no nível local com os objetivos desejáveis no nível da paisagem, que são decididos por meio de vários mecanismos participativos entre as partes interessadas. O conceito surgiu da colaboração entre algumas das principais organizações internacionais de conservação do mundo, incluindo a União Internacional para a Conservação da Natureza (IUCN), o Fundo Mundial para a Natureza (WWF), o Instituto de Recursos Mundiais e a Organização Internacional de Madeiras Tropicais (ITTO).

### Objetivos
O conceito de RPF foi concebido para buscar conciliar as necessidades dos seres humanos e com as da vida selvagem, restaurando uma série de funções florestais no nível da paisagem. Inclui ações para fortalecer a resiliência e a integridade ecológica das paisagens e, assim, manter em aberto as opções de gestão futuras. A participação das comunidades locais é central para o conceito, porque elas desempenham um papel fundamental na formação da paisagem e obtêm benefícios significativos dos recursos florestais restaurados. Portanto, as atividades de RPF são inclusivas e participativas.

### Resultados desejáveis
Os resultados desejáveis de um programa de RPF geralmente incluem uma combinação do seguinte, dependendo das necessidades e aspirações locais:
- identificação das causas profundas da degradação florestal e prevenção de mais desmatamento,
- engajamento positivo das pessoas no planejamento da restauração florestal, resolução de conflitos de uso da terra e acordo sobre sistemas de repartição de benefícios,
- compromissos sobre uso da terra que são aceitáveis para a maioria das partes interessadas,
- um repositório de diversidade biológica de valor local e global,
- entrega de uma série de benefícios utilitários para as comunidades locais, incluindo:
  - um fornecimento confiável de água limpa,
  - proteção ambiental, particularmente serviços de bacias hidrográficas (por exemplo, redução da erosão do solo, menor risco de deslizamento de terra, mitigação de enchentes/secas etc.),
  - um fornecimento sustentável de uma gama diversificada de produtos florestais, incluindo alimentos, medicamentos, lenha, etc.,
  - renda monetária de várias fontes, por exemplo, ecoturismo, comércio de carbono através do mecanismo REDD+ e de pagamentos por outros serviços ambientais.[32]

### Atividades
A RPF combina vários princípios e técnicas existentes de desenvolvimento, conservação e gestão de recursos naturais, como avaliação do caráter da paisagem, avaliação rural participativa, gestão adaptativa, etc. dentro de uma estrutura de avaliação e aprendizagem clara e consistente. Um programa de RPF pode incluir várias práticas florestais em diferentes locais da paisagem, dependendo dos fatores ambientais e socioeconômicos locais. Estes podem incluir proteção e manejo de florestas secundárias e primárias degradadas, técnicas padrão de restauração florestal, como regeneração natural "assistida" ou "acelerada" (ANR) e o plantio de espécies arbóreas para restaurar áreas degradadas, bem como plantações convencionais de árvores e sistemas agroflorestais para atender necessidades monetárias mais imediatas

A organização sem fins lucrativos União Nacional para Conservação da Natureza (IUCN) hospeda a Parceria Global sobre Restauração da Paisagem Florestal, que coordena o desenvolvimento do conceito em todo o mundo.
Em 2014, a Organização das Nações Unidas para Agricultura e Alimentação (FAO) estabeleceu o Mecanismo de Restauração de Florestas e Paisagens. O Mecanismo apoia os países a implementarem a RPF como contribuição para alcançar o Desafio de Bonn - a restauração de 150 milhões de hectares de terras desmatadas e degradadas até 2020 - e a Convenção sobre Metas de Biodiversidade de Aichi de Diversidade Biológica - relacionada à conservação de ecossistemas e restauração.
Em parceria com o Mecanismo Global da Convenção das Nações Unidas de Combate à Desertificação, a FAO divulgou em 2015 dois documentos de discussão sobre financiamento sustentável para a RPF. Financiamento Sustentável para Restauração de Florestas e Paisagens: O Papel dos Formuladores de Políticas Públicas fornece recomendações e exemplos de financiamento de RFP para países. Financiamento Sustentável para Restauração Florestal e Paisagística - Oportunidades, desafios e o caminho a seguir fornece uma visão geral das fontes de financiamento e instrumentos financeiros disponíveis para as atividades de RPF.

### Financiamento
Para financiar o planejamento e a implementação de atividades de restauração florestal e paisagística (RPF), a Organização das Nações Unidas para Agricultura e Alimentação (FAO) identificou diversos mecanismos financeiros que se adaptam a diferentes estágios do processo de RPF e abrangem a transação e o escalonamento de empreendimentos para restauração sustentável. Várias opções estão disponíveis para financiar a restauração. Para atender às demandas exclusivas de projetos individuais de RPF, é fundamental identificar a melhor estratégia de financiamento da paisagem. As opções financeiras que geram diversos incentivos para os atores locais podem ser mecanismos com fins lucrativos, como dívidas ou empréstimos, ou mecanismos sem fins lucrativos que incluem doações, políticas fiscais ou despesas do setor público. De acordo com a FAO, diminuir a distância entre pequenos proprietários e investidores, coordenar investimentos, promover a propriedade local das estratégias de financiamento da RPF e o desenvolvimento de projetos financiáveis e mecanismos financeiros combinados geram resultados positivos para o impacto da RPF em escala.